# Gare de Shin-Minamata
La gare de Shin-Minamata (新水俣駅, Shin-Minamata-eki) est une gare ferroviaire de la ville de Minamata, dans la préfecture de Kumamoto au Japon. La gare est exploitée par les compagnies JR Kyushu et Hisatsu Orange Railway.

## Situation ferroviaire
La gare de Shin-Minamata est située au point kilométrique (PK) 194,1 de la ligne Shinkansen Kyūshū et au PK 45,8 de la ligne Hisatsu Orange Railway.

## Histoire
La gare a été inaugurée le 13 mars 2004 pour l'ouverture de ligne Shinkansen Kyūshū.

## Service des voyageurs

### Accueil
La gare dispose d'un bâtiment voyageurs ouvert tous les jours, avec des guichets et des automates pour l'achat de titres de transport.

### Desserte
- Ligne Hisatsu Orange Railway :
  - voie 1 : direction Yatsushiro
  - voie 2 : direction Sendai
- Ligne Shinkansen Kyūshū :
  - voies 11 et 12 : direction Hakata et Shin-Osaka
  - voie 13 : direction Kagoshima-Chūō